# Antrodiella thompsonii
Antrodiella thompsonii är en svampart som beskrevs av Vampola & Pouzar 1996. Antrodiella thompsonii ingår i släktet Antrodiella och familjen Phanerochaetaceae.   Inga underarter finns listade i Catalogue of Life.